# Aurélien Tchitombi
Aurélien Tchitombi (3. kolovoza 1993.) je rukometaš iz Demokratske Republike Kongo. Nastupa za francuski klub Grand Nancy Métropole HB i rukometnu reprezentaciju Demokratske Republike Kongo.
Natjecao se na Svjetskom prvenstvu u Egiptu 2021., gdje je reprezentacija DR Konga završila na 28. mjestu.